# Нигрозины
Нигрози́ны — группа органических азиновых красителей чёрного цвета. Представители — нигрозин водорастворимый, нигрозин жирорастворимый и нигрозин спирторастворимый, каждый из которых состоит из смесей различных красящих веществ.

## Разновидности
Спирторастворимый нигрозин — чёрный порошок с синим оттенком, не растворим в воде. Получают из анилина путём нигрозиновой плавки, в зависимости от длительности процесса образуются соединения либо красноватого оттенка, либо синевато-чёрного. Состоит из различных оксазиновых и диазиновых соединений. Применяется для окраски дерева, пластмасс и в биологии для окраски препаратов.
Жирорастворимый нигрозин — является основанием спирторастворимого нигрозина, из которого его получают обработкой раствором едкого натра. Используется для типографских красок, сапожных кремов, лент для пишущих машин.
Водорастворимый нигрозин — сульфированная форма спирторастворимого нигрозина, получают обработкой серной кислотой при нагреве. Используется как кислотный краситель для кожи, тканей, изготовления чернил.